# Orchestina pavesiiformis
Orchestina pavesiiformis là một loài nhện trong họ Oonopidae.
Loài này thuộc chi Orchestina. Orchestina pavesiiformis được Michael Saaristo miêu tả năm 2007.